# ڈ
Ddal ‹ ڈ › est une lettre additionnelle de l'alphabet arabe utilisé en kashmiri, ourdou et pendjabi. Elle représente le son [ɖ] dans l'écriture de ses langues.